# Ikungi
Ikungi è una circoscrizione mista (mixed ward) della Tanzania situata nel distretto di Ikungi, regione di Singida. Conta una popolazione di 12 661 abitanti (censimento 2012).